# Pont de Leverkusen
Le pont de Leverkusen, ou pont autoroutier de Leverkusen (en allemand Leverkusener Autobahnbrücke), est un pont à haubans supportant la Bundesautobahn 1 et franchissant le Rhin juste au nord de Cologne.
Commencé en 1961, le pont est inauguré quatre ans plus tard, le 5 juillet 1965. Par la suite, des faiblesses structurelles sont repérées, du fait notamment d'un trafic routier très largement supérieur aux prévisions, mais aussi de l'accroissement du poids des camions.
Dès 2012, le pont est interdit d'accès aux poids lourds. Sa reconstruction complète est envisagée. Le chantier démarre en 2017, pour un achèvement prévu en 2021 ; cependant, des malfaçons sont repérées en 2020, dont la découverte aboutit à des négociations houleuses, une résiliation de contrat et un report de l'achèvement du premier ouvrage à 2023. Un second chantier de doublement de l'ouvrage, portant sa capacité finale à 2 × 6 voies, est prévu pour se terminer en 2027.

## Situation et toponyme
Le pont franchit le Rhin et supporte l'autoroute A1 appelée Bundesautobahn 1. Les deux communes situées de part et d'autre du fleuve au droit du pont sont Cologne et Leverkusen, plus précisément les quartiers de Merkenich (de) et de Wiesdorf.

## Historique

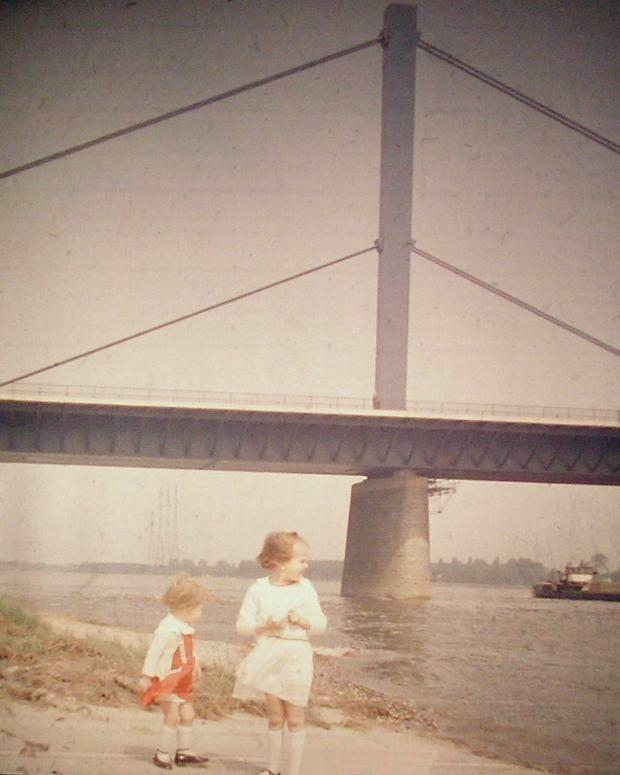
Le pont de Leverkusen en 1965.

### Chantier et inauguration du premier pont
Le chantier du pont commence en 1961 et dure quatre ans ; le pont est inauguré le 5 juillet 1965. Sa durée de vie prévisionnelle est alors de 80 à 90 ans.
Le pont est conçu pour accueillir un trafic quotidien de 32 000 véhicules, avec des camions calibré à vingt-quatre tonnes. Très rapidement cependant, le trafic routier croît fortement, atteignant 120 000 véhicules avec des camions pesant jusqu'à quarante-quatre tonnes. En particulier, l'accroissement du trafic routier dû à la réunification allemande et l'augmentation des charges à l'essieu sont des facteurs accroissant les contraintes subies par l'ouvrage.

### Problèmes structurels
En 2012, lors de travaux de maintenance, des fissures sont détectées en des points structurels. Le trafic poids lourd est immédiatement arrêté à titre conservatoire jusqu'en mars 2013 et la vitesse de véhicules autorisés est limitée à soixante kilomètres à l'heure. Une nouvelle fissure est alors détectée  en juin 2014, conduisant le Land de Rhénanie-du-Nord-Westphalie à reconduire l'interdiction de circulation des poids lourds. Des opérations de consolidation des soudures fragiles sont menées. Michael Groschek (de), ministre des transports pour la Rhénanie-du-Nord-Westphalie, estime que le pont est un « monument à l'état désastreux de l'infrastructure allemande ».
La fermeture du pont aux camions induit des détours de trente kilomètres pour les livraisons et le transit ; certains industriels chiffrent les pertes résultantes à dix mille euros quotidiens. Par ailleurs, l'importance du trafic et la limitation de vitesse provoquent des embouteillages de six à huit kilomètres de chaque côté de l'ouvrage chaque jour.
Alexander Dobrindt promet en 2014 un nouveau pont pour 2020. Mais le coût de ce nouvel ouvrage est alors estimé à cinq cent millions d'euros, soit la moitié du crédit annuel dévolu aux ponts dans le programme national d'urgence.

### Chantier du nouveau pont
Un contrat de 360 millions d'euros est passé en 2018 avec l'entreprise autrichienne Porr pour la réalisation d'un nouveau pont. Toutefois, ce contrat est résilié le 24 avril 2020 par la maîtrise d'ouvrage régionale, le Landesbetrieb Straßenbau Nordrhein-Westfalen. Selon cette dernière, « de graves défauts [sont constatés] dans la mise en œuvre des éléments de construction en acier, qui ne répondent ni aux normes allemandes ni aux accords contractuels ». Ces défauts consistent notamment en des pores dans les soudures ou des traces de frottement à la surface des éléments de pont, qui ont été construits en Chine et acheminés par bateau jusqu'à Rotterdam puis par barge jusqu'à Leverkusen.
Un nouvel appel d'offres est passé fin avril 2020, repoussant la date prévisionnelle d'achèvement du pont de 2021 à 2023, puis 2024. C'est Eiffage qui remporte l'appel d'offres, via sa filiale allemande SEH ; l'entreprise agrandit son usine française de Lauterbourg en conséquence. Le chantier du nouveau pont est estimé à 180 millions d'euros dont 116 millions pour Eiffage,.
Après 2023, le doublement du nouvel ouvrage est prévu, de manière à porter la capacité finale de l'ouvrage à 2 × 6 voies, en démolissant le pont originel pour construire un deuxième pont identique à celui de 2023,. Le montant du chantier est évalué en 2023 à 358 millions d'euros, la tranche mandataire également confiée à Eiffage étant de 126 millions. Cette tranche comprend notamment la démolition de la structure en acier existante, le quart de la fabrication de la nouvelle structure métallique, la protection de cette dernière contre la corrosion, les travaux d’assemblage pour la quantité totale d’acier ainsi que l’assemblage des câbles de l’ouvrage.

## Caractéristiques
Les deux ponts, l'originel et le nouveau, franchissent le Rhin sur une longueur de 1 068 mètres. Sur cette longueur, la section centrale de 689 mètres de longueur est à structure métallique soutenue par des haubans. La largeur de l'ouvrage est de 37,1 mètres, ce qui correspond à 2 × 3 voies autoroutières. Le tablier surplombe le Rhin de 9,1 mètres, et les deux piliers culminent à 49,3 mètres,.